# Aprey
Aprey é uma comuna francesa na região administrativa de Grande Leste, no departamento de Haute-Marne. Estende-se por uma área de 15,72 km². Em 2010 a comuna tinha 190 habitantes (densidade: 12,1 hab./km²).